# Синг-синг (фильм)
«Синг-синг» (итал. Sing-sing) — итальянский кинофильм 1983 года, главные роли в котором исполнили известные итальянские актёры Энрико Монтесано и Адриано Челентано. Фильм снят в жанре комедии и состоит из двух самостоятельных новелл.

## Сюжет

### Новелла первая (Энрико Монтесано)
Волей случая Эдуардо узнает, что его родители — приёмные. Его настоящий отец перед своей смертью сообщает, что его мать — «Королева Английская», однако не успевает уточнить, что это прозвище итальянской проститутки. Ничего не знающий Эдуардо отправляется в Лондон, чтобы встретиться с правящей королевой.

### Новелла вторая (Адриано Челентано)
Вторая половина фильма является пародией на популярный в 1970-х годах киножанр «джалло» (итальянский триллер-детектив). Детектив Богги решил окончить собственную карьеру полицейского, взявшись за дело, в котором он должен избавить актрису Линду от постоянно беспокоящего её маньяка. На протяжении истории Богги и Линда подружились, а вскоре и полюбили друг друга.

## В ролях
- Адриано Челентано — Альфредо Богги
- Энрико Монтесано — Эдуардо
- Ванесса Редгрейв — королева
- Марина Сума — Эдуардо
- Франко Джакобини — барон Орфео Делла Торре
- Анджела Гудвин — Леди Мэриан
- Дезире Носбуш — террористка
- Джанни Мина — камео
- Уго Болонья  — кинопродюсер
- Пьетро Де Сильва — Глауко Кочча
- Ландо Фьорини — Итало Мастронарди

## Съёмочная группа
- Режиссёр — Серджио Корбуччи
- Оператор — Алессандро Д`Ева
- Сценарий — Серджо Корбуччи, Франко Феррини, Энрико Ольдоини
- Музыка — Армандо Тровайоли
- Продюсеры — Марио Чекки Гори, Витторио Чекки Гори